# شهر نو
شهر نو نام محله‌ای در تهران بود. در این محله مجموعه‌ای از روسپی‌خانه‌ها و میخانه‌ها قرار داشت.
همچنین ادعا شده این محله با مقامات دربار در ارتباط بوده و در رویدادهای سیاسی پهلوی دوم از جمله کودتای ۲۸ مرداد و حمله به منزل محمد مصدق نقش ایفا کردند. نقش این گروه در کودتا به حدی بود که در روز ۲۸ مرداد و پس از تصرف ساختمان رادیو در تهران، ملکه اعتضادی از سران شهرنو به سخنرانی در رادیو و حمایت از شاه پرداخت. همچنین ادعا شده پس از کودتا «خانم رئیس»های شهرنو از نوعی خودمختاری برخوردار بودند.

## تاریخچهٔ شکل‌گیری محله

### زمان قاجار
قلعهٔ شهر نو، ابتدا به دستور محمد علی شاه قاجار برای اسکان خانوادهٔ شاه ساخته شد و با نام محلهٔ قجرها نامگذاری شد. در آن زمان این محله در حومهٔ شهر تهران قرار داشت. این محل در اواخر حکومت احمد شاه قاجار به جهت احداث دروازهٔ قزوین، «دروازه» نامیده شد و به دلیل آنکه خارج از دروازهٔ قزوین قرار داشت به تدریج به مأمن خلاف‌کاران بدل گشت.

### دوران پهلوی
با فروپاشی دودمان قاجاریان در ایران به ناگهان جمعیت زنان روسپی افزایش پیدا کرد و باعث گسترش بیشتر این محدوده شد. علت آن هم بنیان‌گذاری دودمان پهلوی بود که وقتی رضاشاه انقراض دودمان قاجاریان را اعلام کرد، در نخستین اقدامی که انجام داد حرمسرای قاجاریان را متلاشی کرد و تمام زنان حرمسرای قاجار را از دربار اخراج نمود. رضاشاه مخالف داشتن حرمسرا بود. محل حرمسرا درست در جایی که امروزه وزارت امور دارایی قرار گرفته یعنی نبش خیابان ناصرخسرو و جنوب خیابان باب همایون و شمال کاخ گلستان قرار داشت که به دستور رضاشاه تخریب و به جای آن وزارت دارایی ساخته شد. در نتیجه صدها زن و دختر ساکن حرمسرا که تنها فعالیت جنسی در حرمسرا انجام می‌دادند همگی به سمت دروازهٔ قزوین کوچانده و در همان منطقه رها و مستقر شدند. شمار بسیاری از آن‌ها در اثر بیماری و فقر مردند و تعدادی هم که ثروتی داشتند به ازدواج شاهزاده‌های قاجار یا افراد متمول درآمده و باقی آن‌ها به روسپی گری روی آوردند. با همهٔ این‌ها تا آن زمان، محلهٔ شهرنو همچنان کم‌اهمیت بود و چندان گسترده نشده بود.
در دوران رضاشاه بخش‌هایی از این محلهٔ نیمه‌ویران، بازسازی و مرکز تن‌فروشان تهران شد. حکومت هدف خود را از اجرای چنین تصمیمی کنترل تن‌فروشی در ایران اعلام کرد. رضا شاه به نظمیه–شهربانی دستور داد که تن‌فروشان را از تهران خارج کنند و در بیرون دروازهٔ قزوین در محلهٔ قجرها اسکان دهند.
در اوایل حکومت رضاشاه فردی که به نام زال ممد شهرت یافته بود با آوردن برخی زنان از جاهای دور و نزدیک، این محله را به کانون روسپی‌گری تبدیل کرد. در آن زمان، رضاشاه در صدد جمع‌آوری روسپی‌ها برآمد و قسمتی از قلعه تخریب شد و قلعه محله‌ای از شهر شد. شخصی به نام ارباب جمشید هزینهٔ احداث ده‌ها خانه به منظور اسکان زنان بی‌سرپرست را قبول کرد و به منظور تأمین مخارج آنان چند باب مغازه نیز در این منطقه احداث کرد و محله رسماً به عنوان «محلهٔ جمشید» نامگذاری شد. احداث خانه‌های نو و آسفالت دو خیابان نو باعث شد که محلهٔ جمشید به اسم «شهر نو» معروف گردد.
در سال ۱۳۳۰ تا سال ۱۳۵۷ بخش عمده شهرنو متعلق به محمد علی طرم معروف به ممد اسکنانسی بود
در زمان جنگ جهانی دوم سربازان متفقین تعدادی از زنان جنگ‌زدهٔ لهستانی را که مانند سایر آوارگان جنگی در میدان ژاله پیشین اقامت داشتند برای روسپی‌گری به شهر نو آوردند. در انتهای خیابان دوم شهر نو، کوچه‌ای به نام کوچهٔ لهستانی‌ها شهرت یافت.

## مشخصات محله
این محله، با نام‌های «شهرنو»، «قلعهٔ شهرنو»، «قلعهٔ زاهدی»، «قلعه»، «قلعهٔ خاموشان»، «محلهٔ جمشید»، «محلهٔ قجرها» شناخته می‌شد. زنان آنجا را «ساکنان محلهٔ غم» نیز می‌نامیدند.
خیابان‌های مهم آن، عبارت بودند از: خیابان حاج عبدالمحمود، خیابان قوام دفتر (بوستان رازی امروزی)، خیابان راه‌پیما (شهید اسکندری امروزی) و خیابان جمشید (بوستان رازی امروزی)
این محله ۱۳۵ هزار متر مربع مساحت داشت و به دو قسمت اصلی و فرعی تقسیم می‌شد؛ قسمت اصلی شامل خیابان‌های کمیل، استخر، قنات و قوام بود که دارای ۳۶ کوچه و در هر کوچه ۳۰ الی ۵۰ خانه وجود داشت. در هر خانه چندین خانواده توأمان زندگی می‌کردند و گاهی در یک اتاق چند مرد و زن می‌زیستند. محلهٔ جمشید از نگاهی دیگر به دو بخش قلعه و نجیب‌خانه تقسیم می‌شد که در واقع قلعه، محل کار و نجیب‌خانه محل زندگی عادی روسپی‌ها بود (با درجهٔ روسپی‌گری بسیار کم). ده‌ها تئاتر، تماشاخانه و کافه در خیابان جمشید و داخل شهر نو و خیابان‌های سی‌متری احداث شد، همچنین دو سینما نیز در حوالی آن آغاز به کار کردند. محلهٔ شهرنو، مرکز تجمع تن‌فروشان، قاچاقچیان و معتادان بود و در عین حال در اطراف آن ده‌ها کافه، سینما، کاباره و تماشاخانه از جمله کابارهٔ شکوفه نو وجود داشت.

## گسترش روسپی‌گری در سایر شهرها
مدیران این محله که دارای خانه و تعدادی روسپی بودند و «خانم رئیس» نامیده می‌شدند به گسترش روسپی‌گری در سایر شهرهای ایران نیز می‌پرداختند. روسپی‌خانه‌های فراوانی در سایر شهرها به تقلید از شهرنو راه‌اندازی شد از جمله محله‌های «دوبل» در آبادان، «باسکول» در اهواز، «نیرآباد» در بندرعباس، «شیرین بیان» در شیراز، «کارخانهٔ پنبه» در گنبد کاووس.

## وضعیت داخلی محله
حکومت شاهنشاهی قوانینی برای سر و سامان دادن به محلهٔ شهر نو وضع کرد. طبق آمار سازمان ثبت احوال کشوری در سال‌های ۱۳۴۷–۱۳۴۶، حدود هزار و پانصد زن در شهرنو زندگی می‌کرده‌اند؛ طبق قانون آن‌ها موظف به دریافت کارت سلامت بودند. برای نگهداشتن کارت سلامت باید هر هفته به درمانگاه بروند و هر شش ماه نیز آزمایش خون می‌دادند.

## وضعیت حقوقی شهرنو
بر اساس قانون مجازات عمومی مصوب ۲۳ دی ماه ۱۳۰۴ «فحشا» و کسب درآمد از آن جرم به‌شمار می‌رفت:
- مادهٔ ۲۰۹: «الف- هر کس به عنف یا تهدید یا حیله کسی را برای عمل منافی عفت یا برای وادار کردن به عمل مزبور برباید یا مخفی کند، به حبس جنایی درجهٔ دو از ۲ تا ۵ سال محکوم خواهد شد … .»
- مادهٔ ۲۱۲: «برای رابطهٔ نامشروع متأهلین حبس جنحه‌ای از شش ماه تا سه سال محکوم خواهد شد.»
- مادهٔ ۲۱۳: «الف- اشخاص ذیل به حبس جنحه‌ای از شش ماه تا دو سال محکوم خواهند شد:

1. )- هر کس عایدات حاصله از فحشا زنی را وسیلهٔ تمام یا قسمتی از معیشت خود قرار دهد.
2. )- هر کس فاحشه را در شغل فاحشگی حمایت کند».

اما با این وجود شهربانی فعالیت شهرنو را به‌عنوان یک کسب‌وکار به رسمیت شناخته بود و شهرداری نیز به واحدهای صنفی مستقر در آن جواز کسب و خدمات شهری ارایه می‌کرد.

## روال صدور کارت ورود برای زنان
روال صدور کارت ورود برای زنان شاغل در شهرنو جهت روسپی‌گری بدین صورت بود که از سوی سازمان‌ها و نهادهای مختلف زنان مورد مصاحبه قرار گرفته و به کلانتری ۱۵ که دارای پاسگاه در شهرنو بود جهت تصمیم‌گیری نهایی و صدور کارت معرفی می‌شدند. یکی از معرفی نامه‌ها در خبرگزاری کار ایران ایلنا منتشر شده‌است و در بالای آن عنوان شورای زنان ایران، «کانون بهزیستی» و «مددکاری اجتماعی» دیده می‌شود که در آن فردی که مسئول مصاحبه بوده‌است به کلانتری ۱۵ گزارش داده: «به اتفاق ۲ نفر از خانم‌های عضو کانون …[نام افراد قید شده بوده] مصاحبه کردیم. مشارالیه ۱۴ سال است در آبادان فاحشه است و اظهار می‌دارد چند روز بیشتر نیست به تهران آمده‌است عیناً جهت اخذ تصمیم معرفی می‌گردد تا اگر کلانتری صلاح بداند اجازهٔ ورود به قلعه صادر شود.»

## دلالان برجستهٔ شهرنو
به دلال‌ها و سردمداران شهر نو اصطلاحاً «خانم رئیس» گفته می‌شد. برخی از معروف‌ترین آنان بدین شرح نام برده شده‌اند:
1. ملکه اعتضادی[۹]
2. پری آژدان قزی[۹]
3. سیمین ب ـ ام ـ و[۹]
4. پری بلنده[۹]
5. پری سیاه[۹]
6. مژگان سوخته[۹]
7. شیرین سلطانی[۹]
8. منیژه کوصول[۹]

## ارتباط متقابل شهرنو و سیاستمداران پهلوی
از دلال زن و صاحبان خانه در شهرنو با عنوان «خانم رئیس» نام برده می‌شد. بسیاری از این افراد دارای ارتباط دو سویه با دربار بودند و در ازای دریافت حمایت یا امتیازات ویژه، خدماتی اعم از خدمات جنسی به مقامات پهلوی یا ایفای نقش در بحرانها و رویدادهای سیاسی، طبق درخواست مقامات پهلوی ارایه می‌کردند. طبق درخواست دربار و وزارت امور خارجه؛ ارایه خدمات جنسی به مقامات و مهمانان خارجی بخشی دیگر از وظایف «خانم رئیس» ها در شهرنو بود.

### نقش دلالان شهرنو در کودتای ۲۸ مرداد و تحکیم پهلوی
ملکه اعتضادی و پری آژدان قزی از معروف‌ترین دلالان و رئیسان شهرنو بودند که در کودتای ۲۸ مرداد نقش داشتند.

روسپی‌های شهرنو و «خانم رئیس‌ها» در تظاهراتی که در عصر ۲۷ مرداد در تهران روی داد در کنار سایر حامیان کودتا حضور داشتند. این اقدامات در ۲۸ مرداد نیز تداوم یافت. ملکه اعتضادی بر روی جیپ شعبان جعفری به تحریک مردم جهت پیوستن به جمعیت می‌پرداخت. مهدی بازرگان وقایع آن روز را چنین روایت می‌کند:
در آن روز کذا … در منزل آقای دکتر سحابی در خیابان امیریه بودم. در آنجا اتوبوسی را دیدم که از طرف شهرنو می‌آمد و عده ای زنهای معلوم‌الحال شعار به نفع شاه می‌دادند. عمل و حرکت آن زن‌های روسپی را البته نمی‌توان قیام ملی نامید … وبه طریق اولی زن‌های روسپی احساس ملی و قیام سرشان نمی‌شده و مسلماً مزدور و اجیر شده بودند.
برادران رشیدیان تأمین کننده مالی حضور زنان روسپی در وقایع منجر به کودتا ۲۸ مرداد بودند.

میرزاعبدالله جندقی، معروف به میرزاشهریاری که از شاهدان عینی وقایع بوده‌است نیز چنین شرح می‌دهد:
 دسته سوم از محله بدنام شهرنو ناحیه ده، به سرکردگی محمود مسگر با گروهی از زنان
قلعه و خانم رئیس‌ها[در صحنه حضور داشتند].
تجمع کنندگان پس از اجتماع در میدان ارگ و سبزه میدان به سه دسته شدند و دسته‌ای که شامل زنان روسپی شهرنو بودند به سمت شمال و منزل محمد مصدق حرکت کردند و نقش مهمی در اشغال خانه وی ایفا کردند. این گروه همچنین در طول مسیر به دفاتر روزنامه باختر امروز و حزب ملت ایران که از هواداران مصدق بودند یورش بردند.
پس از کودتا هر یک از نقش آفرینان مورد تفقد دولت زاهدی قرار گرفتند. سهم زنان شهرنو دیواری بود که در اطراف آن کشیده شد و پاسگاهی از سوی شهربانی در مقابل ورودی آن قرار گرفت تا با امنیت بیشتری به فعالیت بپردازند. به همین جهت این محله با نام «قلعه زاهدی» نیز معروف شد.

### سخنرانی ملکه اعتضادی در رادیو
ملکه اعتضادی از خانم رئیس‌های شهرنو پس از تصرف رادیو تهران در روز ۲۸ مرداد توسط روسپی‌ها و کودتاگران، به سخنرانی در رادیو به نفع شاه و علیه مصدق پرداخت. پیش از او زاهدی به سخنرانی پرداخته بود.

### حضور در دادگاه مصدق
به نقل از خاطرات الله‌یار صالح در جلسه دادگاه مصدق، پس از کودتای ۲۸ مرداد، سرتیپ آزموده برای تحقیر مصدق ملکه اعتضادی از خانم رئیس‌های شهرنو را به یکی از جلسات دادگاه می‌آورد. درحالی که مصدق مشغول دفاع از خود بوده‌است و به دلیل سردی هوای سالن می‌لرزیده‌است، ملکه اعتضای در قسمت حضار بلند شده و خطاب به وی می‌گوید: «آقای دکتر مصدق! شما که ادعا می‌کردید بیدی نیستید که با این بادها بلرزید حالا چرا از هیبت دادگاه می‌لرزید؟!» مصدق در پاسخ به وی می‌گوید:
عفیفه خانم! منارجنبان هم قرن هاست می‌لرزد ولی پابرجاست!

## پس از انقلاب

### اجتماع در بهمن ۵۷
روزنامه اطلاعات دهم بهمن ۱۳۵۷ می‌نویسد که در ۱۰ بهمن ۱۳۵۷ مردم به اجتماع و تظاهرات مقابل شهرنو پرداختند. نیروهای فرمانداری نظامی با شلیک تیر هوایی خواستار متفرق شدن مردم شدند اما با رفتن آنان دوباره اجتماع شکل گرفت. عده‌ای بداخل شهرنو رفتند و برخی خانه‌ها و مغازه‌ها را آتش زدند اما عده‌ای دیگر نیز به مخالفت با این اقدام و دفاع از روسپیان و جلوگیری از ایراد صدمه به آنان برخواستند. در این جریان عده‌ای از ساکنان زخمی و دو سه نفر کشته شدند. مأموران آتش‌نشانی اعلام کردند طبق بیانیه‌های قبلی از خاموش کردن آتش‌هایی که مردم نمی‌خواهند از جمله شهرنو خودداری کردند.فردای آن روز بیانیه ای به نقل از بیت طالقانی در روزنامه اطلاعات منتشر شد که در آن حمله به شهرنو به تحریک «عمال مزدور و کثیف رژیم، صاحبان قمارخانه‌ها و باج‌گیرهای محل» و با فریب دادن «برادران معصوم و بی‌خبر مسلمان» توصیف شده و تأکید شده که ساکنان قلعه «از محکومین نظام فاسد استعمار و استبدادی طولانی این جامعه‌اند و به‌هرحال بایستی مصون از هرگونه تعرضی باشند … در فرصت‌های مناسب با الهام از مکتب رحمت و کرامت انسانی اسلام هدایت و ارشاد شوند و به زیور توبه آراسته و به جامعه برگردند.»

### تعطیلی و تخریب در مرداد ۱۳۵۸
در مرداد ۱۳۵۸ مصادف با ماه رمضان شهرنو تعطیل و پس از آن ماه نیز بازگشایی نشد و اقدام برای تخریب آن به دستور مقامات (که از ابتدای انقلاب با وجود مخالفت برخی روحانیون و دولتمردان مصمم به جمع‌آوری آن بودند) و توسط کمیتهٔ جنوب تهران آغاز شد. از ابتدای انقلاب، کمیته‌های انقلاب با تأسیس دفتری در این مرکز به آمارگیری از زنان شاغل در آن پرداختند. علیقلی فودازی از فرماندهان کمیته جنوب تهران می‌گوید که ۲۴۰۰ زن در آن جا مشغول به کار بودند که ۱۲۰۰ نفر کارت تردد داشتند. این افراد از طریق کانال‌های زیرزمینی به داخل آورده می‌شدند. حدود ۹ هزار مرد نیز در شهرنو شاغل بودند. هر یک از زنان ۶–۷ خدمه مرد داشت. پیش از شروع تخریب با مسئولان شهرنو جلسه گذاشته شد و اقدام به تخریب، پس از تخلیه ساختمان‌ها آغاز شد. ۳ روز پس از تخریب به گفتهٔ فوادزی، افرادی از طرف ابوالحسن بنی‌صدر برای دستگیری آنان به کمیتهٔ منطقه ۱۲ آمدند که با وساطت سید عبدالمجید ایروانی منصرف شدند.

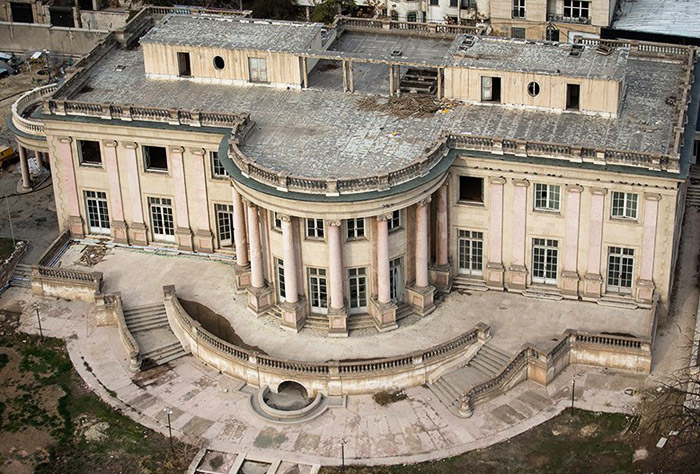
زنان شاغل در شهرنو پس از تخریب در مرداد ۱۳۵۸ در کاخ ثابت پاسال در خیابان نلسون ماندلا (جردن) اسکان داده شدند.

### ادامه تخریب در ۱۳۶۷
از آن جا که شهرنو به دو قسمت تقسیم می‌شد که یک بخش خانه‌های محل سکونت زنان روسپی بود، این بخش در سال ۱۳۵۸ تخریب نشد. این قسمت که خیابان استخر نام داشت به مرور به محل تداوم روسپیگری تبدیل شد که در سال ۱۳۶۷ و با گزارش کمیته‌های انقلاب اسلامی و حکم مقام قضایی از ساکنان آن خریداری و تخریب شد.

### اعدام دلال‌های شهرنو
سیمین بی ام و، پری بلنده، اشرف چهارچشم، شهلا آبادانی و پری سیاه از جمله سردسته‌های روسپی خانه‌ها بودند که پس از انقلاب ۱۳۵۷ ایران اعدام شدند.
طبق گزارش روزنامهٔ کیهان چهار متهم از جمله سکینه قاسمی (پری بلنده) در ساعت یک بامداد ۲۱ تیر ۱۳۵۸ اعدام شده‌اند. در گزارش خبرنگار روزنامهٔ کیهان محل و نحوهٔ اعدام ذکر نشده‌است. در تیتر خبر نوع اعدام تیرباران ذکر شده‌است.
طبق گزارش روزنامه کیهان صدور حکم در شعبه اول دادگاه انقلاب اسلامی تهران پس از چندین جلسهٔ رسیدگی سری به پرونده صورت گرفته‌است. بخشی از حکم صادره برای پری بلنده در این گزارش آمده‌است:
«... به جرم یک عمر فحشا و فساد و خرید و فروش دختران خردسال و زنان گول‌خورده و اغفال شده و دائر کردن مراکز فحشا و عشرت‌کده‌های مختلف که موجب انحراف نسل جوان این مملکت گردیده‌اید مفسدفی‌الارض شناخته شده به اعدام محکوم می‌گردید…»

### تبدیل کاباره شکوفه نو به مرکز ترک اعتیاد
محمود مانیان از بازاریان و زندانیان سیاسی مخالف پهلوی و مشارکت کنندگان در انقلاب که پیش از آن در دهه ۴۰ از بنیانگذاران مؤسسه خیریه کهریزک بود با خریداری زمین «کاباره شکوفه نو» آن را به محل بازپروری معتادان تبدیل کردند.

## درباره
- زکریا هاشمی - رمان طوطی سال ۱۳۴۷
- کامران شیردل - فیلم «قلعه» سال ۱۳۴۵
- کاوه گلستان - مجموعه عکس‌های قلعه طی سال‌های ۱۳۵۴ تا ۱۳۵۶.